# Climax Entertainment
Climax Entertainment är en japansk spelutvecklare. Företaget grundades i april, 1990. 
De är kanske mest kända för sina tidiga rollspel som Shining Force och Landstalker. Under mitten av 90-talet lämnade några av de anställda företaget för att starta Matrix Software.

## Spel
- Shining in the Darkness (med Camelot Software Planning) (Mega Drive)
- Shining Force (med Camelot Software Planning) (Mega Drive)
- Landstalker (Mega Drive)
- Lady Stalker (SNES)
- Dark Savior (Saturn)
- Felony 11-79 (PlayStation)
- Time Stalkers (Dreamcast)
- Runabout 2 (PlayStation)
- Virtua Athlete 2K (med Camelot Software Planning) (Dreamcast)
- Super Runabout: San Francisco Edition (Dreamcast)
- Runabout 3: Neo-Age (PlayStation 2)
- Kingdom of Paradise (Playstation Portable)
- Tenchi no Mon 2: Busouden (Playstation Portable)
- Ore no Dungeon (Playstation Portable)
- Steal Princess (Nintendo DS)
- Dinosaur King (Nintendo DS)
- Oblivion Island: Kanata and the Rainbow Mirror (Nintendo DS)